# 1991年太原踩踏事件
1991年太原踩踏事件，即太原迎泽公园“煤海之光”灯展特大伤亡事故，是于1991年9月24日20时30分左右，在山西省太原市迎泽公园发生的一起踩踏事故，造成105人死亡，108人受伤。

## 背景
1989年，正值北京筹备第十一届亚运会，在山西省委、省政府的指导下，由山西省委宣传部、山西省煤管局、山西省煤炭厅联合组织了《山西煤矿迎亚运“煤海之光”彩灯展》。1990年8月，“煤海之光”灯会在北京北海公园展出，历时75天，接待游人250多万人次，盛况空前，引起轰动。1991年1月至3月，“煤海之光”灯展在汕头展出，接待游人至少30万人次；1991年4月至7月，“西湖煤海灯会”在杭州展出，接待游人50万人次。
1991年9月21日至30日，山西省人民政府在省会太原举办“一周两节”活动，即山西省对外友好交流周、中国山西国际锣鼓节、中国山西第二届民间艺术节。“一周两节”的主要活动之一，是在迎泽公园举办的“煤海之光”大型灯展，展期从9月15日到10月31日。这也是“煤海之光”首次在山西进行展出。
灯展受到了热烈的欢迎，购票队伍在迎泽大街上排成长龙。不仅太原本地市民踊跃观展，甚至有太原周边地区的农民开着拖拉机赶来看灯展。据统计，灯展初期，日销售夜场票1万余张，9月22日增至4万余张，23日增至5.8万余张，24日竟多达6.4万余张。这期间还发出赠票3.09万余张。所有售出的门票均无日期期限。

## 事故发生

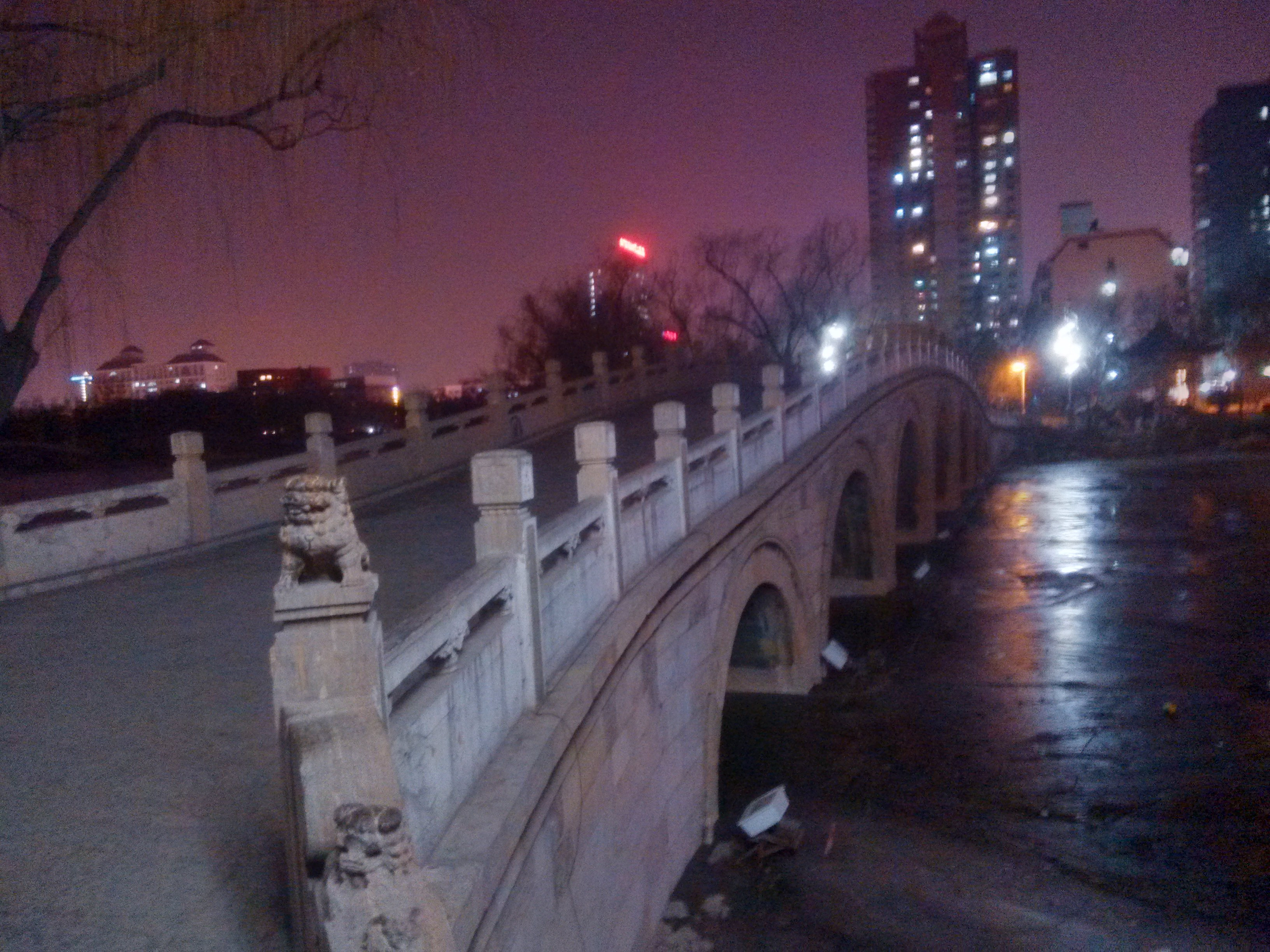
迎泽公园七孔桥。9月24日晚，游园人群就是在这里发生踩踏。

9月24日晚，入园观灯人数多达5万余人。由于观灯人数众多，灯展现场没有设置观灯路线标志，人流秩序混乱。特别在连接迎泽湖东西两岸的主要通道七孔桥，是坡度较大的拱桥，东西两端桥坡底立有长、宽、高各0．57米见方的阻车石墩；桥两头照明灯失修，光线昏暗；桥上人群相向而行，拥挤严重。20时30分左右，七孔桥东头有人被挤倒，人群大乱。据报道，由于桥东头游人多于桥西头，人流无法向东流动，随之又折回桥西，使得桥西向东行进的游人又被人流拥回桥西。向桥西涌去的人群受桥西坡底两块阻车石墩阻绊，有人被绊倒，阻滞了人流，但背后的人被更后面的人拥挤着沿桥坡涌下。被挤压在中间的游人或窒息死亡，或受重伤，或溺水而亡。

## 事故后果
据事后统计，事故造成105人被挤死，108人被挤伤。死亡人员中，男27人，女78人；16岁以下的23人，17岁到59岁的65人，60岁以上的17人。受伤人员中，重伤5人，轻伤18人，一般伤85人。
事后，调查组给出了调查报告，认为事故发生有三方面的原因。其一是领导干部“严重官僚主义，不负责任，忽视安全”，这是事故的主要原因；其二是警力不到位，事前拟定的方案中有450人值勤，但各警种实际出勤的只有311人，近三分之一的警力没有到岗；其三，灯展现场存在重大安全隐患，园方不限制入园人数，门票不限制游览日期，没有规定观灯路线。调查组认定，“9·24特大伤亡事故是一起由于有关领导干部严重官僚主义的失职行为和有关国家工作人员玩忽职守的渎职行为造成的重大责任事故”。
时任山西省副省长李振华是“一周两节”组委会的主任委员。1992年3月4日，山西省人大常委会认定李振华对此次事故负有重要领导责任，决定免去李振华副省长职务。另有其他18名事故责任官员分别受到党纪和政纪处分。